# Enrico Ferri (criminologo)
Enrico Ferri (San Benedetto Po, 25 febbraio 1856 – Roma, 12 aprile 1929) è stato un criminologo, politico, giornalista politologo italiano, direttore del quotidiano del PSI Avanti!.

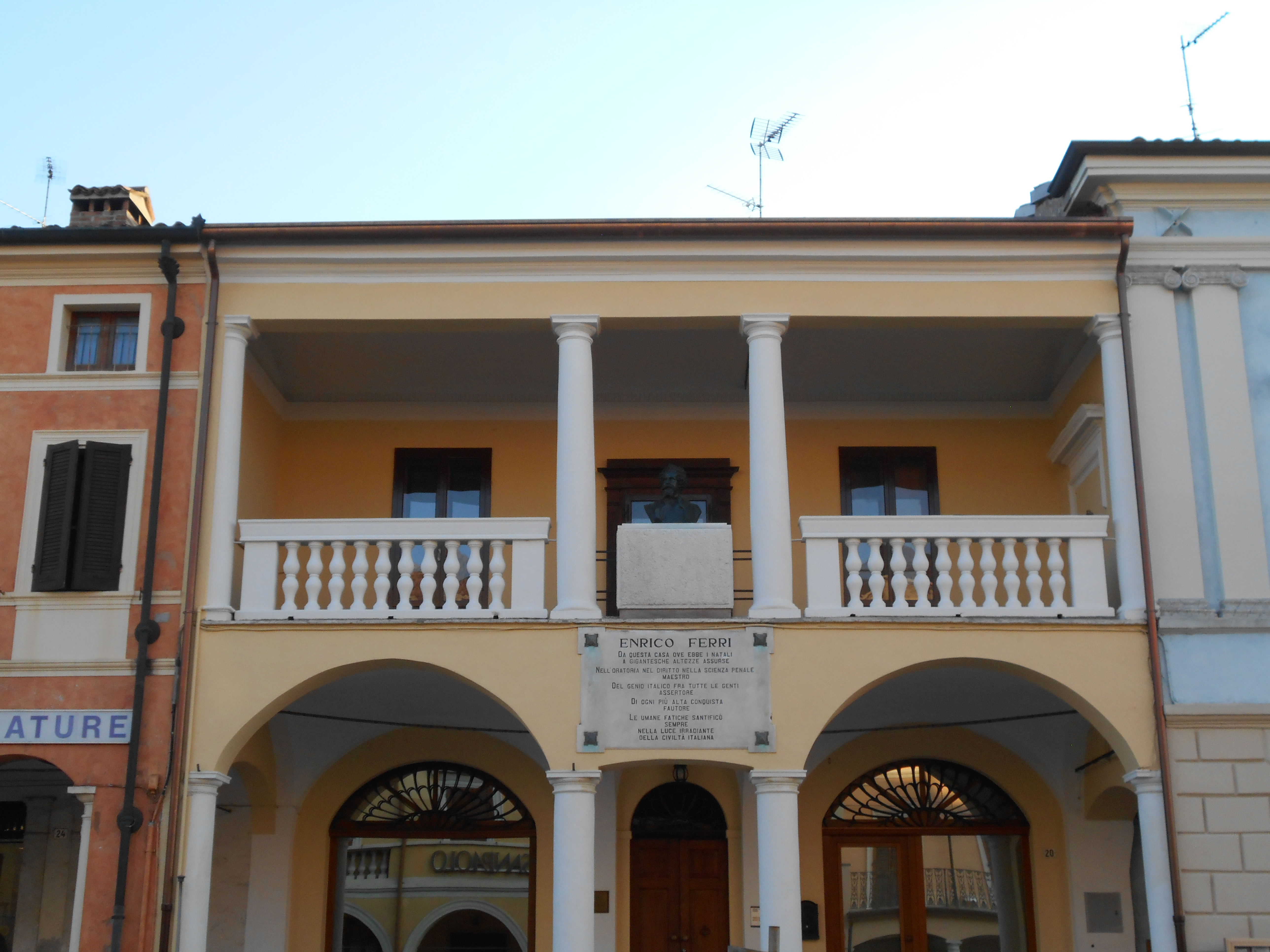
casa natale di Enrico Ferri a San Benedetto Po

Fu allievo di Cesare Lombroso. Nel 1891 fondò la rivista Scuola Positiva. 
Negli ultimi anni della sua vita divenne mussoliniano, e fu nominato senatore del Regno nel 1929, poco prima di morire.

## Biografia
Dopo essere stato uno studente universitario di Cesare Lombroso, lavorò dapprima come assistente e poi come professore di Diritto penale. Mentre Lombroso si era occupato di criminologia antropologica, gli interessi di Ferri riguardarono i collegamenti tra le influenze sociali e economiche e i tassi di criminalità.
Le ricerche di Ferri lo portarono a formulare teorie che sostenevano come il principio base dell'aumento della legalità siano i metodi di prevenzione del crimine e non i metodi di punizione dei criminali. Fu tra i fondatori della scuola positivista; perseguì le sue ricerche sul positivismo psicologico e sociale in linea con il positivismo biologico di Lombroso.
Di professione era avvocato. Acquisita una certa notorietà difendendo accusati di reati politici (soprattutto il processo ai contadini mantovani, tenuto nel 1886 presso la Corte d'assise di Venezia, relativo al movimento denominato "La boje", concluso con l'assoluzione, grazie alle arringhe di Ferri), fu eletto al Parlamento nel 1886 per il Partito Radicale Italiano. Dal 1891 al 1894 insegnò presso l'Università di Pisa. Nel 1893 aderì al Partito Socialista Italiano, su posizioni moderate.
Nella seduta del 7 giugno 1899 il suo ostruzionismo contro le "leggi Pelloux" batté ogni precedente primato: parlò per circa cinque ore e, al termine della seduta, Sidney Sonnino richiese la modifica del regolamento della Camera dei deputati per comprimere i tempi degli interventi a Montecitorio.
In seguito fu alla testa della corrente intransigente e nei congressi del 1900 e del 1904 si batté contro l'ingresso di ministri socialisti nei governi borghesi. Nello stesso congresso, alleatosi con i sindacalisti rivoluzionari di Arturo Labriola, sconfisse i riformisti di Filippo Turati. Collaborò con diverse testate di ispirazione socialista tra cui La Martinella, organo dei socialisti toscani, e fu direttore della rivista Il Socialismo dal 1902 al 1905 e dell'organo del PSI, Avanti!, dal 1903 al 1908. In quell'anno Ferri si dimise dalla direzione dell'Avanti!, venendo sostituito da Oddino Morgari, e si ritirò dalla militanza attiva.
La carriera politica di Ferri si caratterizza per la serie di cambiamenti di direzione. Persona di grande fascino e di notevole abilità retoriche, ma mancante della consistente cultura in campo economico allora diffusa tra i socialisti marxisti, fu considerato piuttosto un tribuno e un oratore. Anna Kuliscioff, che in quanto esponente dell'area riformista del PSI e moglie di Turati era stata a suo tempo un bersaglio delle critiche di Ferri, scrisse nel 1903: «il gran cialtrone non ha né cultura solida né ingegno. È un vanesio, che non vive che dell'approvazione pubblica, se gli manca questa non è più niente».
Fece parte della Massoneria.
Dopo il 1908 abbandonò per un tempo l'Italia facendo conferenze a pagamento in America del Sud. Nel 1911 espresse apprezzamento per l'intervento italiano in Libia. In seguito a ciò uscì dal PSI. Neutralista durante la prima guerra mondiale, fu rieletto deputato di nuovo nelle file del PSI alle elezioni del 1921.
Dopo la marcia su Roma, "Ferri costituiva il gruppo parlamentare dei socialisti nazionali", disposti ad interloquire con il «governo Mussolini», giudicato «comprensibile reazione agli eccessi del dopoguerra».
Negli ultimi anni, di conseguenza, si avvicinò al regime fascista e a Mussolini, che lo gratificò nominandolo senatore del Regno nel 1929, pochi giorni prima di morire.

## Codificazione penale
Nel 1919 fu incaricato dal guardasigilli Lodovico Mortara di presiedere una commissione con il compito di preparare il nuovo codice penale. Il progetto fu presentato nel 1921 ma non ebbe seguito.
I suoi lavori furono la base del codice penale argentino del 1921.
Fra i suoi allievi vi furono Vincenzo Manzini, che fece parte delle commissioni che allestirono il codice penale e quello di procedura penale del 1930 (i "codici Rocco"), ed Alfredo De Marsico, che curava la rubrica della letteratura giuridica tedesca per la rivista Scuola positiva.

## Teorie in criminologia
Ferri contestò l'enfasi posta da Lombroso sulle caratteristiche fisiologiche dei criminali, concentrandosi invece sullo studio delle caratteristiche psicologiche, che egli credeva responsabili dello sviluppo del crimine in un individuo. Tra queste caratteristiche vi erano il modo di parlare, la grafia, simboli segreti, la letteratura e l'arte, così come l'insensibilità morale e "una mancanza di ripugnanza per l'idea e l'esecuzione di un'offesa, prima del suo compimento, e l'assenza di rimorso dopo il suo compimento".
Mentre Lombroso aveva indagato i fattori fisiologici che spingevano alla criminalità, Ferri si concentrò sui fattori sociali e economici. Ferri sosteneva che sentimenti come la religione, l'amore, l'onore e la lealtà non contribuivano al comportamento criminale, poiché queste idee erano troppo complesse per avere influenza certa sul senso morale di base di una persona, da cui Ferri credeva nascesse il comportamento criminale. Sosteneva che altri sentimenti, come l'odio, la cupidigia e la vanità avessero maggiore influenza, dato che eserciterebbero un controllo più forte sul senso morale dell'individuo.
Ferri riassumeva questa teoria definendo la psicologia criminale come "scarsa resistenza alle tendenze e tentazioni criminali, dovuta a una impulsività squilibrata tipica dei bambini e dei selvaggi".
Paragonava spesso il socialismo al darwinismo e contestava certi lavori di Ernst Haeckel che mostravano contraddizioni tra le due scuole di pensiero. Al contrario Ferri sosteneva che il darwinismo fornisse al socialismo i necessari principi scientifici.
Vedeva la religione e la scienza come inversamente proporzionali; cioè quando una prendeva forza, l'altra soccombeva. Osservava che la teoria dell'evoluzione di Darwin aveva provocato un notevole danno alla religione e alle teorie della Creazione secondo la Genesi e quindi aveva aiutato lo sviluppo del socialismo. Ferri, pertanto, sosteneva che il socialismo non era altro che un'estensione del darwinismo e della teoria dell'evoluzione; per converso, Boris R. Lopukhov afferma che "di un certo interesse scientifico è anche il tentativo di Piontkovskij di trovare il legame ideologico fra il fascismo e la scuola positiva del diritto penale impersonata prima di tutto da Enrico Ferri".

## Opere
- I nuovi orizzonti del diritto e della procedura penale, Zanichelli, Bologna 1881.
- Studi dalla criminalità in Francia dal 1826 al 1878, 1881.
- Socialismo e criminalità, 1883.
- Sociologia criminale, Casa editrice italiana, Roma, 1884.
- Relazione sui discorsi inaugurali dei rappresentanti il pubblico ministero negli anni 1884 e 1885, Roma, Tip. Fratelli Bencini, 1886.
- Socialismo e scienza positiva (Darwin, Spencer, Marx), Casa editrice italiana, Roma, 1894.
- Il metodo rivoluzionario, Tipografia cooperativa sociale, Roma, 1902.
- I socialisti nazionali e il governo fascista, 1923.
- Il Fascismo in Italia e l'opera di Benito Mussolini, 1928.

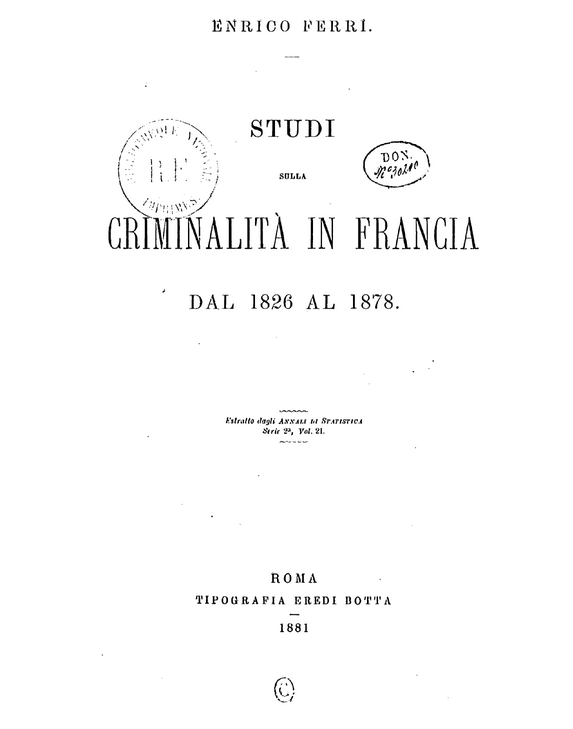
Studi dalla criminalità in Francia dal 1826 al 1878, 1881
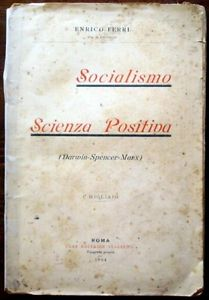
Socialismo e scienza positiva, 1894
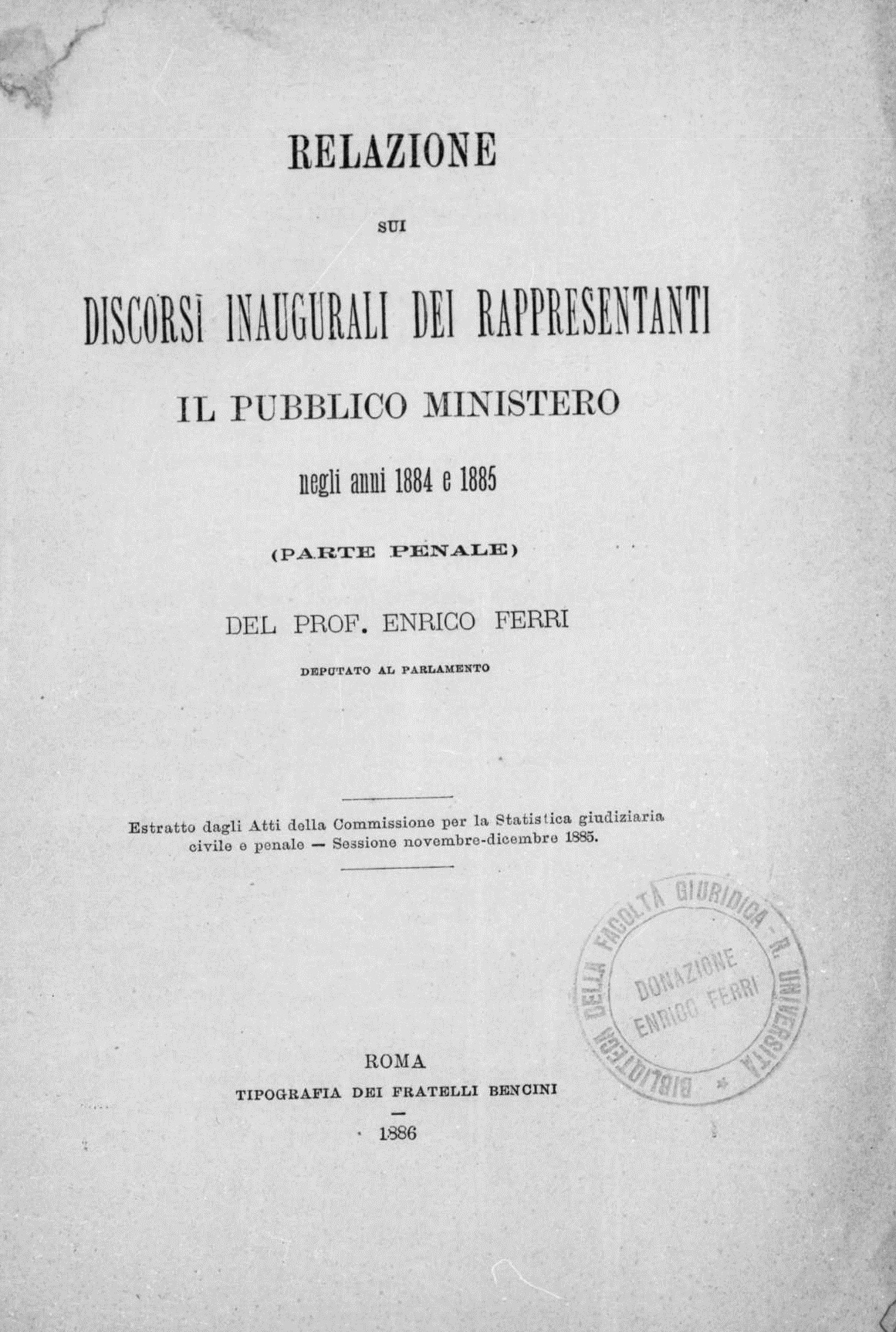
Relazione sui discorsi inaugurali dei rappresentanti il pubblico ministero negli anni 1884 e 1885, 1886
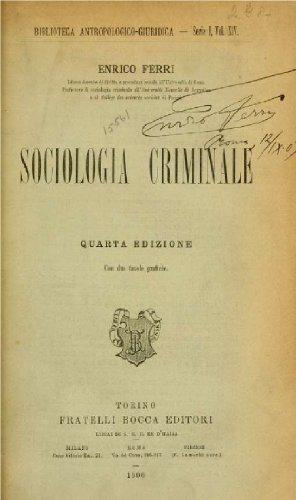
Sociologia criminale, 4ª edizione, 1906